# Radoslav Zabavník
Radoslav Zabavník est un footballeur international slovaque né le 16 septembre 1980 à Košice en Slovaquie.

## Carrière
- 1988-2002  :  1. FC Košice
- 2002-2004  :  MŠK Žilina
- 2004-dec.2005  :  FK CSKA Sofia
- jan.2006-dec.2007  :  AC Sparta Prague
- 2008-2009  :  Terek Grozny
- jan.2010-2013 :   FSV Mayence 05
- 2013-2014 :  SV Sandhausen

## Palmarès
- MŠK Žilina
  - Vainqueur du Championnat de Slovaquie : 2003 et 2004
  - Vainqueur de la Supercoupe de Slovaquie : 2002 et 2003
- CSKA Sofia
  - Vainqueur du Championnat de Bulgarie : 2005
- Sparta Prague
  - Vainqueur du Championnat de Tchéquie : 2007
  - Vainqueur de la Coupe de Tchéquie : 2006 et 2007